# Craugastor podiciferus
Craugastor podiciferus es una especie de anuro de la familia Craugastoridae.
Es endémica de Costa Rica y el este de Panamá, a una altitud de 1089-2650 m s. n. m.
Es una especie diurna. Su hábitat natural es el bosque tropical y subtropical húmedo premontano y montano, donde vive entre la hojarasca. 
Se encuentra amenazada de extinción por la quitridiomicosis principalmente.